# Karlshamn (gemeente)
Karlshamn is een Zweedse gemeente in Blekinge. De gemeente behoort tot de provincie Blekinge län. Ze heeft een totale oppervlakte van 836,5 km² en telde 30.847 inwoners in 2004.

## Plaatsen
| #  | Plaats                        | Inwoneraantal |
| -- | ----------------------------- | ------------- |
| 1  | Karlshamn (stad)              | 18 768        |
| 2  | Mörrum                        | 3 655         |
| 3  | Svängsta                      | 1 742         |
| 4  | Hällaryd                      | 553           |
| 5  | Åryd                          | 362           |
| 6  | Torarp                        | 273           |
| 7  | Vettekulla och del av Matvik  | 150           |
| 8  | Stockholmsledet               | 135           |
| 9  | Knutsberg                     | 129           |
| 10 | Guövik                        | 110           |
| 11 | Boddestorp och del av Tränsum | 106           |
| 12 | Stilleryd                     | 85            |
| 13 | Kopprarp                      | 75            |
| 14 | Horsaryd                      | 73            |
| 15 | Gustavstorp                   | 72            |
| 16 | Froarp                        | 71            |
| 17 | Horsarydmark                  | 68            |
| 18 | Nötabråne                     | 62            |
| 19 | Halahult                      | 61            |
| 20 | Ringamåla                     | 61            |
| 21 | Forsbacka                     | 55            |
| 22 | Hunnemara                     | 54            |
| 23 | Tostarp (västra delen)        | 50            |

Karlshamn · Karlskrona · Olofström · Ronneby · Sölvesborg